# Virginia Admiral
Virginia Holton Admiral o Virginia De Niro (Oregón, 4 de febrero de 1915-Nueva York, 27 de julio de 2000) fue una pintora y poeta estadounidense. Madre del actor Robert De Niro. Estudió pintura con Hans Hofmann en Nueva York y su trabajo se incluyó en la colección de Peggy Guggenheim.

## Vida y trabajo
Admiral nació en Oregon, hija de Alice Caroline (de soltera Groman), una maestra de escuela, y Donald Admiral, un comerciante de cereales. Admiral fue educada como presbiteriana, pero ya en siendo adulta se declaró atea. Su padre tenía ascendencia inglesa, francesa y holandesa, y su madre era de ascendencia alemana. En 1920, residió en Danville, Illinois, según el censo, con sus padres y su hermana menor, Eleanor. En 1930, sus padres se habían divorciado y ella vivía con su madre y su hermana en Berkeley, California. Mientras estaba en Berkeley, su madre se dedicó a la enseñanza.
Entre 1932 a 1935, Admiral estudió y se graduó en Coe College en Cedar Rapids, Iowa, donde se especializó en periodismo. Estudió en el Instituto de Arte de Chicago con Hans Hofmann. En 1938, trabajó en el Federal Art Project, en Oakland, California. Durante su estancia en Berkeley,  formó parte de una escena artística, socialista y literaria fuera del campus. En la década de 1940 realizó un viaje junto al poeta Robert Duncan, desde California a Greenwich Village, donde trabaron una amistad muy estrecha así como con otros artistas y escritores de la escena Village. Entre ellos se encontraban Anaïs Nin y Kenneth Patchen. Con Duncan, produjo un número de la revista Epitaph (más tarde rebautizada como The Experimental Review ).
Admiral, conoció a Robert De Niro Sr., un aspirante a artista, en una de las clases de pintura de Hans Hofmann en Provincetown, Massachusetts. Primero vivieron en un apartamento tipo loft en E. 14th Street, más tarde se trasladaron a un apartamento en 8th Street, para finalmente instalarse en uno en Bleecker Street en Greenwich Village. Se casaron en diciembre de 1942. En agosto de 1943, dio a luz a su hijo, el actor y director Robert De Niro Jr.
Durante un tiempo trabajó como mecanógrafa para Anaïs Nin. Tanto ella como su marido Robert escribieron temporalmente literatura erótica para Nin. Admiral y Robert De Niro se divorciaron en 1945, pero permanecieron unidos durante toda su vida. Cuando Robert Sr. enfermó de cáncer, lo acogió hasta su muerte. Más adelante, en Nueva York, escribió para la revista True Crimes.
En 1942, Admiral exhibió su pintura en el Springs Salon for Young Artists en la "Art of This Century Gallery" de Peggy Guggenheim en Manhattan. Ese mismo año vendió una obra al Museo de Arte Moderno por 100 dólares. Fue la primera de su círculo en vender un cuadro al MoMa; Jackson Pollock hizo su primera venta al museo solo dos años después. Tuvo una exposición individual en 1946 y su trabajo fue incluido en la Colección Peggy Guggenheim en la Bienal de Venecia en 1947. De 1973 a 1980, su arte se exhibió en la galería Buecker & Harpsichords.
Admiral participó activamente en movimientos políticos contra la participación estadounidense en la guerra de Vietnam y por los derechos de los artistas y los pobres. En la década de 1960, jugó un papel decisivo en la obtención de viviendas de bajo precio para los artistas que trabajaban en el área del SoHo de Nueva York. Su trabajo se encuentra en las colecciones permanentes del Museo Metropolitano de Arte y el Museo de Arte Moderno de Nueva York y la Colección Peggy Guggenheim de Venecia.